# Jaidon Anthony
Jaidon Anthony, né le 1er décembre 1999 à Hackney en Angleterre, est un footballeur anglais qui évolue au poste d'ailier gauche au Burnley FC.

## Biographie

### Carrière en club
Né dans le Borough londonien de Hackney en Angleterre, Jaidon Anthony est formé par l'Arsenal FC où il côtoie des joueurs comme Emile Smith-Rowe, Reiss Nelson ou Bukayo Saka mais il n'est pas conservé par le club, qui le juge trop petit à l'époque, et le laisse partir libre à l'été 2016. Il rejoint alors le centre de formation de l'AFC Bournemouth en juillet de cette même année.
Le 31 janvier 2020 il est prêté jusqu'à la fin de la saison au Weymouth FC.
Anthony fait son retour à Bournemouth pour la saison 2020-2021, jouant son premier match pour le club lors d'une rencontre de championship, le 1er décembre 2020, jour de ses 21 ans, contre le Preston North End. Il entre en jeu à la place de Junior Stanislas et délivre une passe décisive pour Sam Surridge mais son équipe s'incline tout de même par trois buts à deux,.
Anthony inscrit son premier but le 18 août 2021, lors d'une rencontre de championnat face à Birmingham City. Son équipe l'emporte par deux buts à zéro ce jour-là,. Lors de cette saison 2021-2022 il contribue à la montée du club en première division, Bournemouth terminant deuxième du championnat et retrouvant donc l'élite du football anglais deux ans après l'avoir quitté.
Le 1er septembre 2023, Jaidon Anthony rejoint Leeds United sous la forme d'un prêt d'une saison.

## Statistiques
| Saison                | Club                  | Championnat           | Championnat | Championnat | Coupe nationale | Coupe nationale | Coupe de la Ligue | Coupe de la Ligue | Total | Total |
| Saison                | Club                  | Division              | M.          | B.          | M.              | B.              | M.                | B.                | M.    | B.    |
| 2020-2021             | AFC Bournemouth       | Championship          | 5           | 0           | 2               | 0               | -                 | -                 | 7     | 0     |
| 2021-2022             | AFC Bournemouth       | Championship          | 45          | 8           | 2               | 0               | 1                 | 0                 | 48    | 8     |
| 2022-2023             | AFC Bournemouth       | Premier League        | 31          | 3           | -               | -               | 3                 | 1                 | 34    | 4     |
| 2023-2024             | AFC Bournemouth       | Premier League        | 3           | 0           | -               | -               | 1                 | 0                 | 4     | 0     |
| Sous-total            | Sous-total            | Sous-total            | 84          | 11          | 4               | 0               | 5                 | 1                 | 93    | 12    |
| 2023-2024             | Leeds United (prêt)   | Championship          | 31          | 1           | 4               | 1               | -                 | -                 | 35    | 2     |
| Total sur la carrière | Total sur la carrière | Total sur la carrière | 115         | 12          | 8               | 1               | 5                 | 1                 | 128   | 14    |

## Palmarès

### En club
- Burnley FC
  - Vice-champion de Championship en 2025